# Anadara multicostata
Anadara multicostata – gatunek morskiego, osiadłego małża z rodziny arkowatych (Arcidae).
Muszla o wymiarach: długość 5,9 cm, wysokość 5,2 cm, średnica 5,0 cm. Żyje na głębokości do 128 metrów. Odżywia się planktonem.
Występuje od Zatoki Kalifornijskiej po Panamę.